# 天使一号
天使一号（英文：Angel One）是美国科幻电视剧星际旅行：下一代的第一季第十四集。在这一集中，一艘星际联邦运输船与一颗小行星相撞，幸存者驾驶穿梭机来到了天使一号星球，联邦星舰进取号奉命前往这颗星球解救幸存者。天使之星是一颗M级星球，这个星球上的智慧生物的文明水平相当于人类21世纪中期，特别的是，这个外星社会是一个母系社会，女人在政治舞台中扮演最重要的角色。这颗星球的统治者起初对企业号多有戒心，但随后便允许企业号搜寻幸存者。此时，企业号上出现了一种神秘病毒，包括让-吕克·皮卡尔舰长的众多船员感染疾病，甚至舰桥都无人指挥。以威廉·赖克为首的外勤队虽然找到了幸存者，但这些幸存者早已成家，有的甚至有了孩子，他们的目标是把天使一号上的母权推翻，而且拒绝随企业号返回家乡。不幸的是，天使一号政府逮捕到了这些幸存者，并因他们威胁政府统治而要处决他们。在紧要关头，贝弗莉·柯洛夏医生研制出了疫苗，控制住了病毒。而天使一号的统治者在赖克的劝说下也决定放这些幸存者一马。就这样，企业号上又恢复了往日的生机，飞向中立区，迎战罗慕伦人。